# 向辉
向辉（1976年1月—），中华人民共和国土家族政治人物，生于湖南省龙山县。

## 生平
曾任河北水利电力学院党委副书记、院长，中共邯郸市委副书记。2021年6月出任沧州市委副书记，代理市长。2021年8月当选为沧州市人民政府市长。2024年11月，跨省出任中共白山市委书记。